# Kanton Auxerre-2
Auxerre-2 is een kanton van het Franse departement Yonne. Het kanton maakt deel uit van het arrondissement Auxerre.
 Het telt  19.433 inwoners in 2018.

Het kanton Auxerre-2 werd gevormd ingevolge het decreet van 13 februari 2014 met uitwerking op 22 maart 2015. 

## Gemeenten
Het kanton omvat volgende gemeenten :
- Appoigny
- Auxerre (noordelijk deel) (hoofdplaats)
- Branches
- Charbuy
- Gurgy
- Monéteau
- Perrigny